# Zhang Heyang
Pour les articles homonymes, voir Zhang.
Zhang Heyang née le 2 décembre 2002, est une joueuse chinoise de hockey sur gazon.

## Carrière
Elle a été appelée en équipe nationale première en 2022.